# RKG-3反坦克手雷

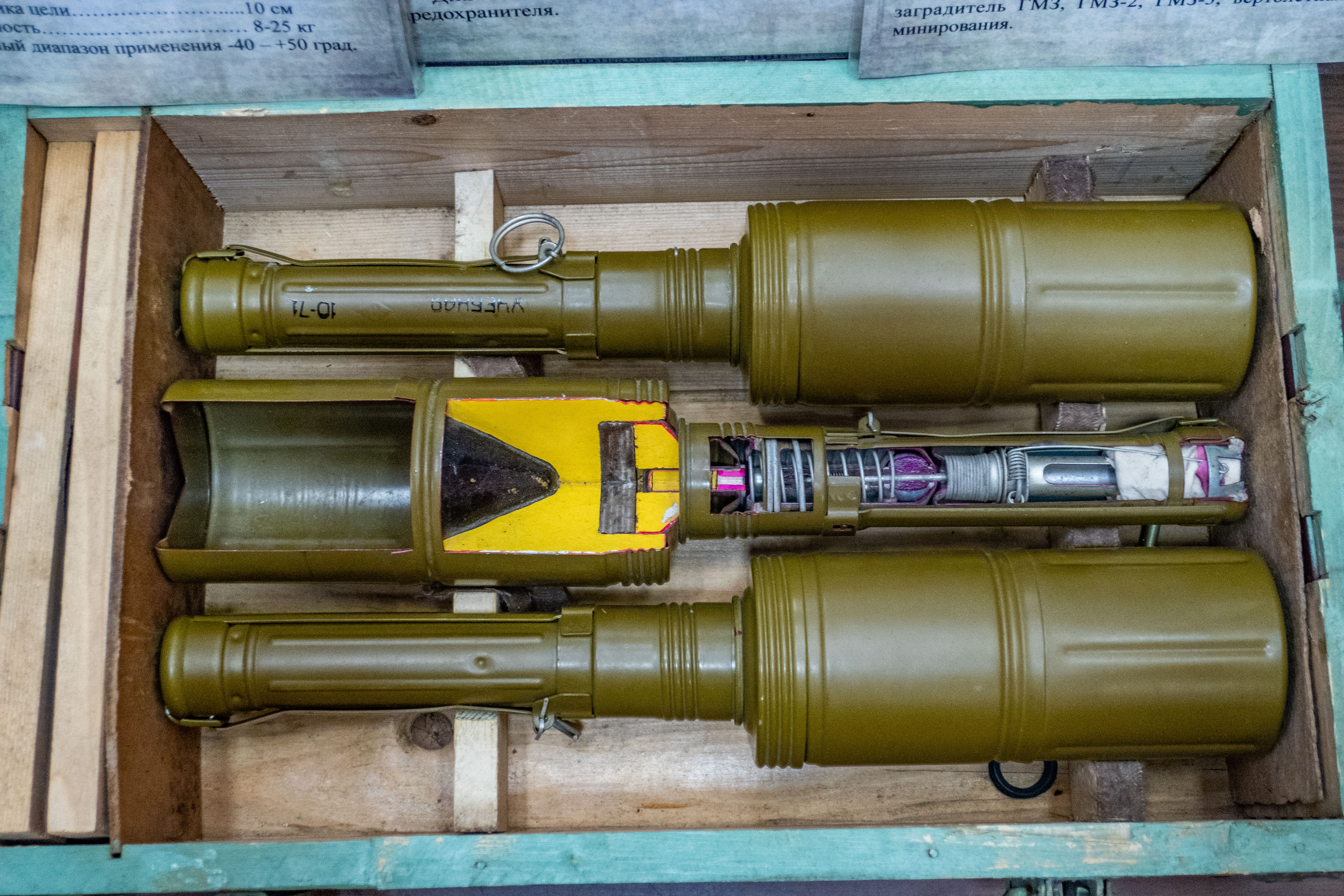
RKG-3E 手榴弹，包括一枚手榴弹剖面图（DOSAAF 博物馆，明斯克）

RKG-3是苏联的一系列反坦克手榴弹。它取代了RPG-43、 RPG-40和RPG-6系列手榴弹。它于 1950 年开始服役，直到 2000 年代和 2010 年代，伊拉克和阿富汗的叛乱分子仍在使用它来对抗北约部队的车辆。

## 设计
RKG代表Ruchnaya Kumulyativnaya Granata（“手持定型榴弹”）。手榴弹有一个奇怪的带状杠杆（或“勺子”），覆盖在手柄的底部，并向上延伸到手柄的两侧。当大头针被拉动时，“勺子”就会掉下来，当手榴弹被扔出去时，弹簧会展开一个四镶板的锥状降落伞。这种降落伞使手榴弹在飞行中稳定下来，并确保手榴弹以90度角击中目标，最大限度地提高定型装药的效果。真实准确的投掷距离在15到25米（50到80英尺）以内。由于脑震荡和碎片，杀伤半径在两米（6.6英尺）以内。伤亡半径在20米（66英尺）以内，碎片的危险空间在50米（160英尺）以内。
手柄中的引信可触发手榴弹。当降落伞展开时，其弹射会将重量抛向手柄后部，从而使安全装置失效。当它撞击或停止时，惯性会导致重物向前飞行并撞击弹簧加载的撞针，从而激活底座中的底火雷管。这会引爆聚能射孔弹底部的助爆装药，引爆并增强主装药。灵敏的引信保证手榴弹在击中任何目标时都会爆炸。
装甲穿透力取决于型号。最初的RKG-3使用带钢衬的基本型装药，可以穿透125毫米（5英寸）的均质轧制装甲（RHA）。RKG-3M使用了铜内衬的聚能装药弹头，穿深为165毫米；RKG-3T具有改进的铜衬垫，其穿深为170 mm。RKG-3EM有一个更大的弹头，拥有220毫米（8.7英寸）的穿深。

## 历史
RKG-3 于 1950 年投入使用。几年后它被改进的RKG-3M和增强的RKG-3T所取代。更厚的顶部装甲促使苏联开发了更大的RKG-3EM。 20世纪70年代初，苏联军队用RPG-18取代了这种手榴弹，但许多其他国家和游击队运动仍在其武装部队中使用RKG-3。它在 1973 年赎罪日战争期间被广泛使用。
乌尔里克·迈因霍夫 (Ulrike Meinhof)在叙利亚训练营与巴解组织一起训练时被 RKG-3 炸伤。
RKG-3 手榴弹被伊拉克叛乱分子广泛用于对抗美国的悍马、  史崔克装甲车和防地雷反伏击车。  
在2022年俄罗斯入侵乌克兰的行动中，乌克兰军方的Aerorozvidka部队也使用了这枚手榴弹。PJSC Mayak通过改变引信定时和添加3D打印鳍来将手榴弹改装为RKG 1600，以稳定其从商用无人机上掉落时的轨迹。乌克兰军队对俄罗斯军队使用这些武器的视频已经正式公布。估计总费用“不到100美元”。

## 楷模
- RKG-3穿甲深度 ：125 毫米 RHA。毛重：1.07 公斤。 (2.35 磅。 ）
- RKG-3M （ -Modernizirovannaya ，“改进型”）型号，内衬从钢改为铜。穿甲深度 ： 165 毫米 RHA。毛重：1.1 公斤。 (2.42 磅。 ) 东德制造的仿品 ( RKG-3Cu )。
- RKG-3T型号采用改进的铜内衬。穿甲深度：170 毫米RHA
- RKG-3EM型号，弹头更大。穿甲深度：220 毫米 RHA毛重：1.7 公斤。 （3.74 磅。 ）

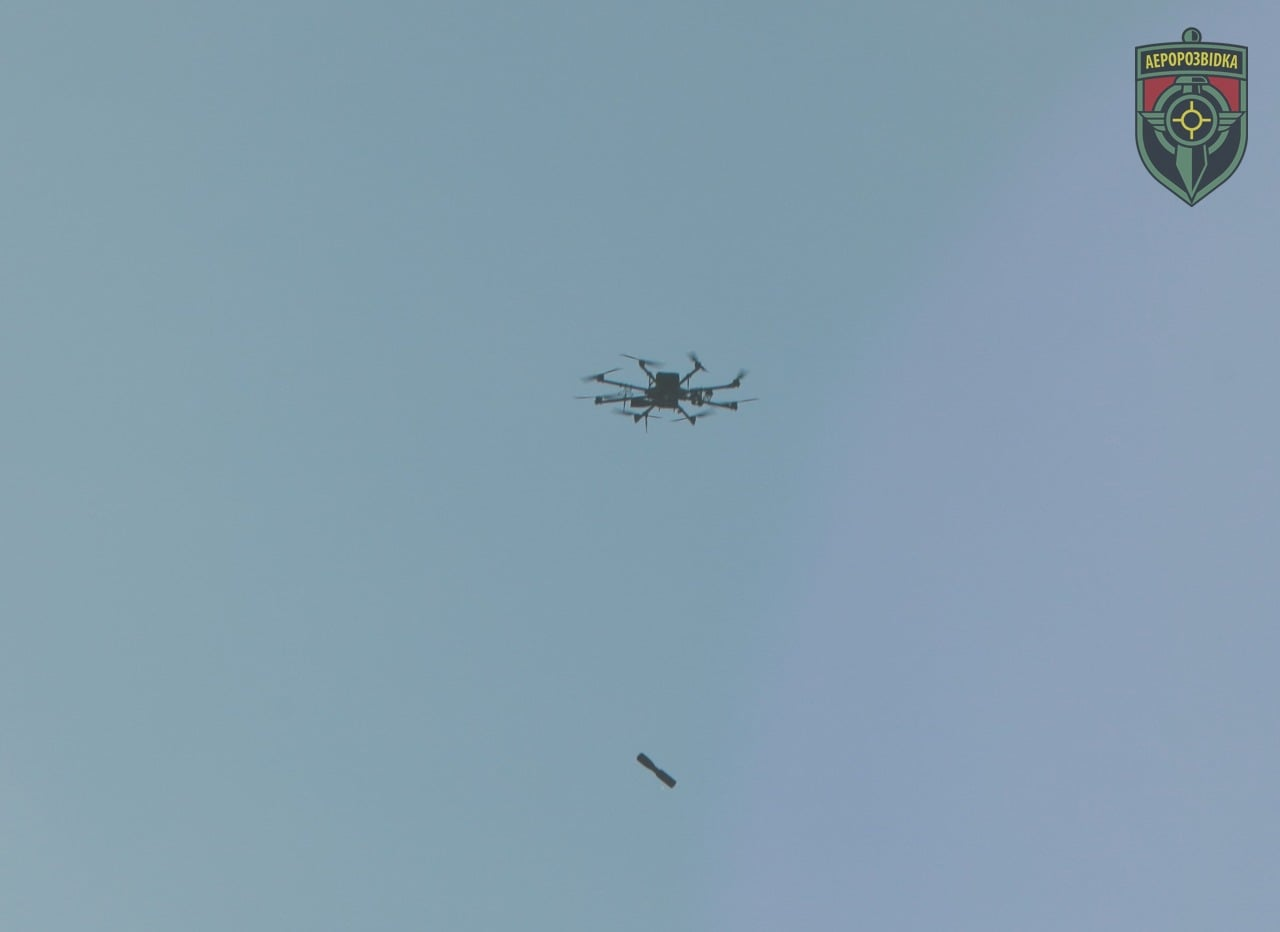
2020年，在乌克兰“Shyrokyi Lan”靶场通过R18无人机进行了RKG-1600轰炸试验

- RKG-1600乌克兰改装，配备 3D 打印的尾翼和改进的引信，用于从商用无人机上投下。 [5]
- UPG-8 （ Uechebnaya Protivotankovaya Granata ，“训练反坦克手榴弹”）。黑色弹体，带有白色标记。这种可重复使用的弹头含有一种可重新装填的黑色粉末装药，主要产生黑烟，通过大规格金属薄板上的孔排出。一种新的引信和降落伞在使用后可以使用特殊的装甲兵工具快速重新装填入手柄中。
- M79 Yugoimport SDPR的 RKG-3EM 复制品。复制品现在由塞尔维亚 ( M79 ) 和波斯尼亚和黑塞哥维那 ( RKB-M79 ) 制造。填充物： 400 克（0.88 磅） )B炸药，穿深：220 毫米 RHA，毛重：1.1 千克。 （2.42 磅。 ）。
- 反-3式反坦克手榴弹是中国仿制版本的原苏联RKG-3的改进型。穿深：130 至 170 毫米 RHA 毛重：1.07 公斤。 (2.35 磅。 ）